# IC 4979
IC 4979 је спирална галаксија у сазвјежђу Телескоп која се налази на листи објеката дубоког неба у Индекс каталогу.
Деклинација објекта је - 53° 27' 31" а ректасцензија 20h 14m 41,9s. Привидна величина (магнитуда) објекта IC 4979 износи 14,3 а фотографска магнитуда 15,0. IC 4979 је још познат и под ознакама ESO 186-19, PGC 64342.